# Alexithymie
Alexithymie (uitgesproken als: /ˌalɛksiti'mi/, uit het Griekse ἀ-, λέξις en θυμός, letterlijk zonder woorden voor emoties) is een persoonlijkheidstrek gekenmerkt door moeilijkheden in het beschrijven en onderscheiden van gevoelens, een beperkt fantasieleven en een denken dat voornamelijk gericht is op de buitenwereld en minder op de innerlijke beleving. Mensen die hieraan lijden hebben te maken met moeilijkheden met het verwoorden en begrijpen van emoties en met het omgaan met hun emoties. Ze zijn slecht in staat lichamelijke gewaarwordingen te kunnen zien als uiting van hun emoties. De term is in 1972 bedacht door Peter Sifneos.

## Kenmerken
De volgende problemen kunnen worden onderscheiden:
- Problemen met het identificeren, beschrijven en omgaan met de eigen of andermans gevoelens.
- Moeilijk het onderscheid maken tussen een gevoel en de bijbehorende lichamelijke gewaarwording.[2]
- Verwarring van de fysieke gewaarwordingen die gekoppeld zijn aan deze gevoelens.
- Emoties zien als dromen of fantasieën, emoties zijn geen realiteit.
- Concreet en realistisch denken in plaats van met gevoel denken.
- Mensen met alexithymie dromen vaak ook dagelijkse en realistische dingen zoals het eten van een maaltijd of een winkelbezoek.

Mensen met alexithymie hebben vaak naast de bovengenoemde symptomen te lijden van chronische dysforie of uitbarstingen van schreeuwen of woede. Bij het vragen naar gevoelens kunnen de meesten zich redelijk uiten, maar lijken verward bij vragen over details. Onderzoeken wijzen uit dat vooral de dromen kenmerkend zijn voor alexithymie, en niet het onvermogen in het beschrijven van de gevoelens. Een groot misverstand bij alexithymie is dat men denkt dat mensen die aan alexithymie lijden zich helemaal niet verbaal kunnen uiten en geen weet van hun gevoelens hebben. Voor de term in gebruik kwam beschreef Sifneos in 1967 dat patiënten leden aan angstaanvallen en depressies. De onderscheidende factor was bij hen dat zij hun emoties niet konden beschrijven, in tegenstelling tot andere patiënten die leden aan angstaanvallen en depressies.
Alexithymie is niet geklasseerd als een psychische stoornis in de DSM-IV. Het is een persoonlijk probleem dat verschilt van persoon tot persoon. Het bestaan van alexithymie kan gemeten worden door middel van een schaal, zoals de Toronto Alexithymia Scale.
Alexithymie en gebrek aan empathie werden vroeger vaak gezien als een zeer veelvoorkomend verschijnsel bij autistische stoornissen, zoals het syndroom van Asperger. Recent onderzoek en hernieuwde inzichten wijzen echter op een overlap tussen de stoornissen, maar personen met ASS (Autisme Spectrum Stoornis) hebben evenveel en soms zelfs meer (Markram NRC 26-06-2021) empathie, maar missen wél vaker het vermogen die gevoelens te uiten.